# Pteropus loochoensis
Pteropus loochoensis es una especie de murciélago de la familia de los megaquirópteros. No se conoce con certeza su ámbito de distribución, pues sólo se han encontrado tres ejemplares y su procedencia no está clara. Se cree que los tres ejemplares, que fueron descubiertos en el siglo XIX, provienen de Okinawa. Debido a esta falta de información, no se sabe nada sobre la hábitat y las amenazas que afectan a esta especie, que anteriormente fue clasificada como extinta por la UICN. 